# Габітус (ботаніка)
Габітус (лат. habitus — стан, характер) — характерна форма, зовнішній вигляд організму. Габітус можна визначити як сукупність ознак, які характеризують загальний тип будови тіла. Належить до характеристики життєвої форми рослини. 
Габітус визначається походженням його гілок, їх кількістю, тривалістю життя та формою всієї системи гілок. Крім того, габітус може змінюватись залежно від стадії онтогенезу, віку та умов існування рослини. 